# 十次路线斗争
十次路线斗争是对中共党史的一种概括、叙述方式。这种方式，把中共党史说成是一部毛泽东与各种左右倾机会主义做斗争，一次次证明毛泽东政治领导和思想、路线的正确性，并不断壮大发展、取得胜利，完成马克思主义普遍真理与中国实际相结合课题的历史。这一套概念体系是从苏共、尤其是从《联共(布)党史简明教程》照搬过来的。
在中共历史上，六届七中全会作过《关于若干历史问题的决议》。这是延安时期为了全面确立毛泽东的领袖地位，最终统一党内认识，总结经验，明确历史功过，加强党内团结，在新的基础上完成新的历史使命的做法；因而形成了用路线斗争构筑党史体系，为现实的党内斗争服务的先例。这种做法，在文革中被急于修改中共党史、确立新的道统的文革意识形态沿用了。
最先提出“十次路线斗争”的，是1971年毛泽东南巡时的谈话。而在中共文献正式提出“十次路线斗争”概念的，是《周恩来在中国共产党第十次全国代表大会上的报告》。
十次路线斗争指：
- 第一次：陈独秀右倾投降主义路线
- 第二次：瞿秋白左倾冒险主义
- 第三次：李立三左倾盲动主义
- 第四次：罗章龙右倾分裂主义
- 第五次：王明先左后右的机会主义
- 第六次：张国焘右倾分裂主义
- 第七次：高岗、饶漱石反党集团
- 第八次：彭德怀右倾机会主义
- 第九次：刘少奇资产阶级司令部
- 第十次：林彪反革命集团

这种概括、叙述方式的产生，一方面源于毛泽东在中共党内斗争中，向《联共（布）党史》借用话语系统，常常使用讲述党史的方法进行譬喻、暗示，清算历史旧账，成为他所擅长的党内斗争行之有效的特殊手段（意识形态化）；一方面源于趋附毛泽东的政客和党史工作者的踵事增华，形态化的完善工作，是制造当代偶像的造神运动的政治需要。
文革时以此线索，编写了官方、民间各种版本的党内路线斗争大事记。其中有大量中共党史的专业工作者也以此圭臬，亦步亦趋地编制教科书，在党内组织生活学习时传播，并规定有检查、验收、总结的制度。各级党组织、机关单位的政治学习也反复使用这样的材料。
1976年打倒“四人帮”后，中共十一大又沿例将其定名为第十一次路线斗争（后来放弃了这一提法）。
1980年邓小平主持的《关于建国以来党的若干历史问题的决议》废弃了这一概念体系。邓说，过去“一说到不同意见，就提到路线高度，批判路线错误”，“用得并不准确，用得很多很乱”。“党内斗争是什么性质就说是什么性质，犯了什么错误就说是什么错误，讲它的内容，原则上不再用路线斗争的提法。”例如把个别时间较短、没有产生全党影响的错误，如瞿秋白（3个月）、李立三（半年）、罗章龙（1931年六届四中全会后组织“中央非常委员会”），也算作一次路线斗争，就有凑数的嫌疑。